# Besloten busvervoer
Besloten busvervoer is een categorie uit de Nederlandse Wet personenvervoer 2000. Deze maakt onderscheid tussen openbaar vervoer, besloten vervoer en taxivervoer. 
In artikel 1 van de voornoemde wet wordt besloten busvervoer gedefinieerd als personenvervoer per bus, niet zijnde openbaar vervoer. Het openbaar vervoer wordt op zijn beurt gedefinieerd als voor een ieder openstaand personenvervoer volgens een dienstregeling met een auto, bus, trein, metro, tram of een via een geleidesysteem voortbewogen voertuig.
Besloten busvervoer omvat onder meer: 
- Groepsvervoer (bijvoorbeeld leerlingen- / schoolvervoer, woon-werk-verkeer)
- Pendeldiensten (bijvoorbeeld pendelbus tussen een hotel en skiresort)
- Touringcarvervoer (dagtochten en meerdaagse reizen in binnen- en naar het buitenland)

Omdat besloten busvervoer in de wet gedefinieerd is als personenvervoer per bus valt besloten vervoer met taxi's en taxibusjes hier per definitie niet onder. Een bus (of autobus) is volgens de wet een motorvoertuig bestemd en ingericht voor het vervoer van meer dan acht passagiers. 
Internationale buslijndiensten behoren niet tot het besloten busvervoer, maar vallen onder de categorie internationaal geregeld vervoer. Voor dit type vervoer is een vergunning op grond van EG-verordening 1073/2009 noodzakelijk. Doordat deze buslijnen voor eenieder toegankelijk zijn en een dienstregeling hebben, voldoen internationale lijndiensten bovendien aan de definitie van openbaar vervoer in de Wet Personenvervoer 2000.